# Râul Botohan
Râul Botohan este un curs de apă, afluent al râului Siret. 